# 아쿠아 아피아

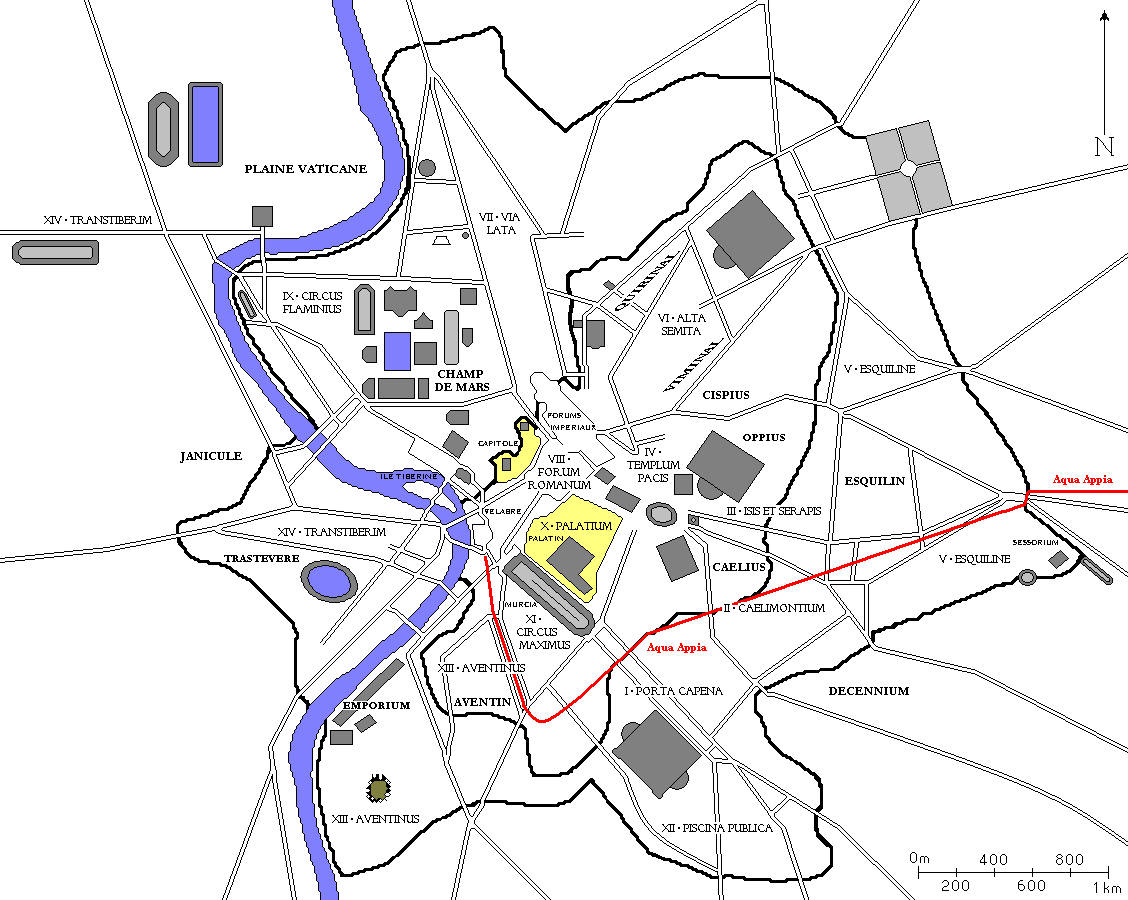
지도에 표시된 아쿠아 아피아의 경로

아쿠아 아피아(라틴어:Aqua Appia) 즉 아피우스 수도교는 첫 번째로 지어진 고대 로마의 수도교였다. 기원전 312년 아피아 가도를 건설한 로마의 집정관인 아피우스 클라우디우스 카이쿠스가 건설했다. 프론티누스가 확인한 바로는 이 수도교의 수원지는 비아 프라이네스티나로부터 780페이스 정도 떨어져 있다. 수원지는 카이우스 플라우티우스 베녹스가 정리했던 것으로 알려져 있다.
아쿠아 아피아는 포르타 마조레를 통해 로마로 16.4 km의 거리를 흘러갔으며 포르타 트리제미나 근처에 있던 포룸 보아리움으로 흘러들러갔다. 대부분의 수도 구간은 지하였는데 이는 수원지와 종착점 사이의 고도차가 별로 크지 않았던 것과 수도를 건설하는 동안 일어났던 삼니움 전쟁 동안 침략자들을 방어하는게 가능해야 했던 것 때문에 필수였다. 
프로티누스는 아쿠아 아피아가 하루에 물을 1825퀴나리아 (75,532m³)씩 로마로 전달할 수 있는 수준의 수용 능력을 가지고 있다고 추산했다.

## 같이 보기
- 로마의 수도교 목록